# Gennadiy Korban
Gennadiy Korban (en russe : Геннадий Владимирович Корбан ; né le 9 février 1949 à Engels) est un lutteur soviétique (russe).
Combattant dans la catégorie des poids moyens, il sort d'abord vainqueur des Universiades de 1973 à Moscou.
Il remporte le titre olympique en lutte gréco-romaine en 1980. Il est champion du monde en 1979 et 1981.